# LXIX Korpus Armijny (III Rzesza)
LXIX Korpus Armijny (niem. LXIX. Armeekorps) – jeden z niemieckich korpusów armijnych, uczestniczył głównie w walkach z partyzantami w okupowanej Jugosławii.
Utworzony 8 lipca 1943 roku jako LXIX Korpus Rezerwowy. W latach 1943–1945 stacjonował w okupowanej Jugosławii i walczył głównie przeciw oddziałom partyzanckim. Przemianowanie korpusu na LXIX Korpus Armijny miało miejsce 20 stycznia 1944 roku. We wrześniu 1944 roku LXIX KA należał do 2 Armii Pancernej i w jego skład wchodziła m.in. 1 Kozacka Dywizja Kawalerii. W 1945 roku żołnierze korpusu dostali się do niewoli jugosłowiańskiej lub brytyjskiej.

## Dowódcy korpusu
- gen. Ernst Dehner (do 31.03.1944)
- gen. Julius Ringel (1.04.1944 – 23.06.1944)
- gen. Helge Auleb (24.06.1944 – do kapitulacji)

## Struktura organizacyjna
Skład we wrześniu 1943 roku
- 173 Rezerwowa Dywizja Piechoty
- 187 Rezerwowa Dywizja Piechoty